# Ulrich Kampffmeyer
Ulrich Kampffmeyer (ur. 12 kwietnia 1952 w Hameln) – niemiecki konsultant biznesowy, autor publikacji naukowych, prelegent i archeolog. Uważany jest za jednego z czołowych ekspertów w dziedzinie zarządzania informacją cyfrową, w szczególności w zakresie archiwizacji zgodnej z przepisami, Records Management, zarządzania dokumentami i Enterprise Content Management (ECM). Jest założycielem i byłym dyrektorem zarządzającym firmy doradczej PROJECT CONSULT Unternehmensberatung Dr. Ulrich Kampffmeyer GmbH w Hamburgu.

## Życiorys
Kampffmeyer studiował archeologię pradziejową, archeologię Bliskiego Wschodu oraz informatykę na Uniwersytecie w Getyndze. W 1979 roku uzyskał tytuł Magistra Artium, a w 1988 roku stopień doktora nauk humanistycznych (Dr. phil.) na podstawie pracy dotyczącej komputerowej analizy ceramiki neolitycznej. Pracował jako asystent naukowy na Uniwersytecie w Kilonii, gdzie kontynuował studia m.in. z zakresu gleboznawstwa i informatyki, uzyskując w 1982 roku dyplom prahistoryka (Diplom-Prähistoriker).
We wczesnym etapie kariery naukowej zajmował się zastosowaniem technologii informacyjnych w archeologii, zwłaszcza komputerową klasyfikacją ceramiki oraz badaniami nad procesem neolityzacji północno-zachodnich Niemiec. Jest autorem kilku monografii i uczestnikiem interdyscyplinarnych projektów badawczych, m.in. we Fraunhofer-Institut IITB w Karlsruhe.
Po początkowym okresie pracy jako archeolog, Kampffmeyer w latach 80. XX wieku przeszedł do branży zarządzania dokumentacją i informacją. W 1992 roku założył w Hamburgu firmę doradczą PROJECT CONSULT, którą prowadził do przejścia na emeryturę. Był przewodniczącym niemieckiego stowarzyszenia VOI – Verband Optische Informationssysteme i aktywnie uczestniczył w pracach międzynarodowych organizacji takich jak AIIM (Association for Intelligent Information Management). Brał udział w ponad 200 projektach doradczych dla firm, instytucji publicznych i organizacji międzynarodowych.
Ulrich Kampffmeyer jest autorem koncepcji takich jak „revisionssichere Archivierung” (archiwizacja zgodna z przepisami) i zaliczany jest do pionierów w obszarze ECM, Records Management, Compliance i Information Governance w krajach niemieckojęzycznych. Miał znaczący wkład w procesy standaryzacyjne na poziomie europejskim, m.in. jako współtwórca specyfikacji MoReq2 (Model Requirements for the Management of Electronic Records), opracowanej w ramach DLM Forum przy Komisji Europejskiej. Jego publikacje uchodzą za standardowe źródła wiedzy branżowej. Wielokrotnie występował jako prelegent na międzynarodowych konferencjach i został uhonorowany wieloma wyróżnieniami, m.in. „Award of Excellence” przyznanym przez IMC i AIIM.

## Wybrane publikacje
- Archäologische und bodenkundliche Untersuchungen in Klein Neudorf, Gemeinde Bosau, Kreis Ostholstein. Wachholtz, Neumünster 1985, ISBN 3-529-01658-2.[2]
- Untersuchungen zur rechnergestützten Klassifikation der Form von Keramik. Lang, Frankfurt am Main 1988, ISBN 3-8204-0228-5.[8]
- Die Keramik der Siedlung Hüde I am Dümmer. Dissertation Göttingen, 1991, 4 Bände[2].
- Grundlagen des Dokumentenmanagements. Gabler, Wiesbaden 1997, ISBN 3-409-87940-4.[9]
- Dokumentenmanagement. Grundlagen und Zukunft. Project Consult Verlag, Hamburg 1999, ISBN 3-9806756-0-2.[10]
- Grundsätze der elektronischen Archivierung. VOI-Kompendium Bd. 3. 2. Auflage. Darmstadt 1997, ISBN 3-932898-03-6.[5]
- Grundsätze der Verfahrensdokumentation nach GoBS. VOI-Kompendium Bd. 4. Darmstadt 1999, ISBN 3-932898-03-6.[4]
- Dokumenten-Technologien: Wohin geht die Reise? Project Consult Verlag, Hamburg 2003, ISBN 3-9806756-4-5.[11]
- ECM Enterprise Content Management. Project Consult Verlag, Hamburg 2006, ISBN 3-936534-09-8 (trójjęzyczna publikacja: niemiecki, angielski, francuski)[12].